# Прибрежная (станция)
Прибре́жная (укр. Прибережне) — железнодорожная станция в Крыму на линии Остряково — Евпатория-Курорт. Станция, в основном, грузовая, на 2 первых путях принимает электрички Симферополь — Евпатория, используется также в качестве разъезда, так как дорога однопутная.
Станция открыта в 1929 году. В путеводителе 1929 года Кара-Тобе указан, как полустанок, с которого производится вывоз соли. На двухкилометровке РККА 1942 года станция обозначена уже на нынешнем месте. Нынешнее название с 1952 года.